# الأعماق المحتلة
الأعماق المحتلة، مجموعة نصوص من مؤلفات الشاعرة والكاتبة العربية السورية غادة السمان، صدرت في عام 1987، عن منشورات غادة السمان في بيروت، لبنان.